# Ophiothela venusta
Ophiothela venusta är en ormstjärneart som först beskrevs av de Loriol 1900.  Ophiothela venusta ingår i släktet Ophiothela och familjen Ophiothrichidae. Inga underarter finns listade i Catalogue of Life.